# David Gilman
David Gilman (...) è uno scrittore britannico.
Ha iniziato la sua carriera da scrittore con la serie Danger Zone. Poi, La spada del lupo (Master of War), uscito nel Regno Unito nel 2013 e in Italia nel 2019.
Ha contribuito anche nel mondo dello spettacolo come sceneggiatore di Jack Frost dal 2000 al 2009, e come sceneggiatore di alcuni episodi di Dalziel and Pascoe.
Vive attualmente a Devon con la moglie Suzy Chiazzari.

## Opere

### Danger Zone
1. 2007, Il respiro del diavolo (The Devil's Breath), EL, traduzione di F. Pagano, 2007, ISBN 978-8847720428
2. 2008, L'artiglio di ghiaccio (Ice Claw), EL, traduzione di F. Pagano, 2008, ISBN 978-8847723474
3. 2009, Sole di sangue (Blood Sun), EL, traduzione di R. Brusotti, 2009, ISBN 978-8847725560

### La leggenda del Cavaliere Rosso (Master of War)
1. 2013 - La spada del lupo (Master of War), Tre60, traduzione di Jadel Andreetto, 2019 (ISBN 978-88-670-2518-3)
2. Defiant Unto Death (2015)
3. Gate of the Dead (2015)
4. Viper's Blood (2016)
5. Scourge of Wolves (2017)
6. Cross of Fire (2020)
7. Shadow of the Hawk (2021)
8. To Kill a King (2024)

### Raglan
1. The Englishman (2020)
2. Betrayal (2022)
3. Resurrection (2023)

### Altri romanzi
- Monkey and Me (2014)
- The Last Horseman (2016)
- Night Flight to Paris (2018)